# Litoria umarensis
Litoria umarensis là một loài ếch thuộc họ Pelodryadidae.
Đây là loài đặc hữu của Tây Papua, Indonesia.
Môi trường sống tự nhiên của chúng là rừng ẩm vùng đất thấp nhiệt đới hoặc cận nhiệt đới, đầm nước nhiệt đới hoặc cận nhiệt đới, vùng đất ẩm với cây bụi là chủ yếu, đầm lầy, và rừng trước đây suy thoái nghiêm trọng.